# Sanzaru Games
Sanzaru Games, Inc. es una empresa de desarrollo de videojuegos estadounidense fundada en Foster City, California, en 2006. Sanzaru también tiene un estudio satélite con sede en Ottawa, Ontario, llamado Kitazaru, así como una oficina en Dublin, California. El nombre de la empresa se basa en los tres monos sabios (llamados sanzaru en Japón).

## Historia
Su primer juego fue Ninja Reflex, lanzado el 1 de marzo de 2008 para PC, Nintendo DS y Wii. Su segundo juego fue una adaptación del High Impact Games desarrollado para PlayStation Portable, llamado Secret Agent Clank, lanzado el 26 de mayo de 2009 para PlayStation 2. Su tercer juego fue una colección remasterizada en alta definición de los juegos de Sly Cooper originalmente desarrollado por Sucker Punch Productions para PlayStation 2, titulado The Sly Trilogy y lanzado el 9 de noviembre de 2010 para PlayStation 3 y PlayStation vita. También estuvieron involucrados en Mystery Case Files: The Malgrave Incident, el cual fue asistido en desarrollo por Big Fish Games, y fue lanzado el 27 de junio de 2011 para Wii. Después trabajaron en Sly Cooper: Ladrones en el Tiempo el cual estaba previsto su lanzamiento para finales de 2012, pero finalmente se retrasó a febrero de 2013.

## Juegos
| Game Title                        | Release Date | Console(s)                      |
| --------------------------------- | ------------ | ------------------------------- |
| Ninja Reflex                      | 2008         | Wii, Nintendo DS, PC            |
| Secret Agent Clank                | 2008         | PlayStation 2                   |
| The Sly Trilogy                   | 2010         | PlayStation 3                   |
| Mystery Case Files                | 2011         | Wii                             |
| Sly Cooper: Ladrones en el Tiempo | 2013         | PlayStation 3, PlayStation Vita |
| Sonic Boom: El cristal roto       | 2014         | Nintendo 3DS                    |
| Spyro Reignited Trilogy           | 2018         | PlayStation 4                   |